# جون بابتيستي اندريو
جون بابتيستي اندريو (بالإنجليزية: Andrew Jean-Baptiste)‏ (16 يونيو 1992 ببروكلين في الولايات المتحدة - ) هو لاعب كرة قدم أمريكي في مركز الدفاع. شارك مع منتخب الولايات المتحدة تحت 18 سنة لكرة القدم ومنتخب هايتي لكرة القدم. أما مع النوادي، فقد لعب مع نادي شيفاز يو إس أي ونيويورك ريد بولز وبورتلاند تمبرز ونيو يورك ريد بولز 2 وOrange County SC ‏ وNew York Red Bulls U-23 ‏.

## وصلات خارجية
- جون بابتيستي اندريو على موقع الدوري الأمريكي (الإنجليزية)
- جون بابتيستي اندريو على موقع قاعدة بيانات كرة القدم.إي يو (الإنجليزية)
- جون بابتيستي اندريو على موقع ناشيونال فوتبول تيمز (الإنجليزية)
- جون بابتيستي اندريو على موقع Soccerway.com (الإنجليزية)